# مقدمة موجة

في علم البصريات: مقدمة موجة أو واجهة موجة (wavefront) هو المحل الهندسي للنقاط التي تمتلك نفس طور الموجة.

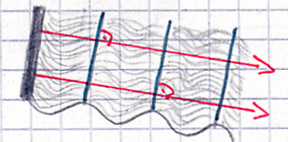
مقدمة موجة (أخضر) تنتشر في اتجاه واحد وفي خط مستقيم.

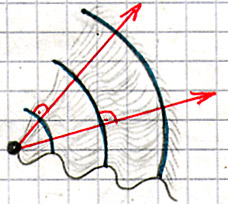
مقدمة موجه (أخضر) تنتشر دائريا وفي خطوط مستقيمة.

تغير شكل مقدمة الموجة بعد مرورها خلال عدسة محدبة.

## انتشار مقدمة الموجة
يمكن بواسطة معادلات ماكسويل وصف أنظمة العدسات وكذلك انتشار الموجات سواءٌ كانت موجات ضوئية أو صوتية أو موجات إلكترونية (كما في المجهر الإلكتروني) ،فكل هؤلاء يمكن وصفهم بنفس المعادلات . وهناك طريقة أخرى سهلة وهي طريقة هيجينز يمكن بها لمعرفة تقدم الموجات في الفراغ. وهذه الطريقة تتم كالآتي: نعتبر كل نقطة على مقدمة الموجة كمصدر للموجات . وعند حساب (أو رسم) مجموع انتشار الموجات من تلك المصادر، يمكن اتخاذ كل نقطة جديدة كمصدر جديد . وعلى سبيل المثال يمكن حساب مقدمة الموجة المنتشرة كرويا، مثلا منتشرة حول لمبة . فمقدمة الموجة تكون كروية، حيث أن الطاقة التموجية تنتشر بالتساوي في جميع الاتجاهات . وتلك الاتجاهات التي ينتشر فيها الضوء - وانتشاره يكون دائما عموديا على مقدمة الموجة - يسمي اتجاه الشعاع.

## اقرأ أيضا
- طور موجة
- تداخل
- تذبذب
- تردد
- طول الموجة
- قياس التداخل
- صورة المرآة